# Michael Otto
Michael Otto (* 12. April 1943 in Kulm in Westpreußen) ist ein deutscher Unternehmer, Ehrenvorsitzender des Aufsichtsrats der Otto Group und Vorsitzender des Stiftungsrats der Michael Otto Stiftung. Er baute die Otto Group zu einer digitalen Handels- und Dienstleistungsgruppe aus. Weiterhin ist er ein Stifter und Mäzen.

## Leben
Otto wuchs in Hamburg als Sohn von Werner Otto auf. Nach einer Banklehre bei Merck Finck & Co in München studierte er in München und Hamburg Volkswirtschaft, promovierte und wurde 1971 Vorstand im Bereich Einkauf Textil im Unternehmen seines Vaters. 
Im Februar 1981 stieg Otto zum Vorsitzenden des Vorstands der Otto GmbH auf. Er war bis Oktober 2007 im Amt und bis März 2025 Aufsichtsratsvorsitzender der Otto Group. Unter seiner Amtszeit wurde die Otto Group von einem Katalogversand „schon früh zu einem digitalen Unternehmen“ und „Pionier“ beim unternehmerischen Umweltschutz, so Cornelia Meyer im Business Insider. Zudem wurden in vielen Ländern aktive Unternehmen wie Limango, Manufactum und SportScheck akquiriert und Unternehmen wie About You gegründet.
Bis April 2014 saß er im Aufsichtsrat der Axel Springer SE. Des Weiteren war er bis April 2016 Gesellschafter der Robert Bosch Industrietreuhand KG, die 93 % der Stimmrechte der Robert Bosch GmbH hält.
Im Zusammenhang mit Lohndumping und den prekären Arbeitsbedingungen der Paketboten bei der konzerneigenen Tochter Hermes Europe wurde 2011 die Rolle Ottos als Konzernlenker kritisiert. Die ARD sendete dazu im August 2011 die Reportage Das Hermes-Prinzip: Ein Milliardär und seine Götterboten. Michael Otto und Hermes bestritten die prekären Beschäftigungsbedingungen und sprachen von schwarzen Schafen unter den Subunternehmern. Im September 2011 teilte Hermes mit, dass die Zusammenarbeit mit mehreren Subunternehmen aufgekündigt worden sei und die festgelegten ethischen Standards des Otto Group zukünftig auch für Unternehmen und Lieferanten im Auftrag von Otto gelten sollten.
Das Vermögen der Familie Otto wird auf der Forbes-Liste 2015 unter seinem Namen mit 15,4 Milliarden US-Dollar angegeben. Damit belegt die Familie Otto weltweit Platz 51 und unter den deutschen Milliardären Platz 7.
Im April 2015 kündigte Otto an, seine Mehrheit am Handelskonzern Otto und damit einen Großteil seines Vermögens in eine neue gemeinnützige Stiftung zu übertragen. Mit jährlichen Ausschüttungen sollen kulturelle, soziale, ökologische oder mildtätige Projekte gefördert werden. Mit der Stiftung solle sichergestellt werden, dass die Familie Otto langfristig den Einfluss über den Otto-Konzern behält.
Zum 1. März 2025 gab er seinen Aufsichtsratsvorsitz an seinen vorhergehenden Geschäftsführer Alexander Birken (* 1964) ab. Seit 2025 ist er Ehrenvorsitzender des Aufsichtsrats.
Otto ist verheiratet und Vater von Janina (* 1973) und Benjamin Otto (* 1975).

## Ehrenämter
Zu seinen ehrenamtlichen Engagements gehören der Vorsitz des Kuratoriums der Gesellschaft für Politik und Wirtschaft e. V. (Haus Rissen Hamburg) und der Ehrenvorsitz des Stiftungsrates der Umweltstiftung WWF Deutschland. Er ist stellvertretender Vorstandsvorsitzender im Kulturkreis der deutschen Wirtschaft im BDI. Um konkrete Projekte zu fördern, stiftete er 1993 die „Michael Otto Stiftung für Umweltschutz“ (seit 2018 Umweltstiftung Michael Otto), in deren Kuratorium er den Vorsitz innehat. Otto ist zudem auch Ehrenratsmitglied des World Future Councils. 2005 gründete er die „Aid by Trade“-Stiftung, die afrikanische Kleinbauern unterstützt.
Otto ist Präsident und Initiator der Stiftung KlimaWirtschaft, die sich für einen Umbau zu einer CO2-neutralen Wirtschaft einsetzt. Er sagte hierzu einmal: „Die enormen Anstrengungen von Staat und Gesellschaft zum Schutz der Bevölkerung sowie der Wirtschaft im Zuge der Corona-Pandemie zeigen uns, was wir gemeinsam zur Bekämpfung einer globalen Bedrohung bewegen können. Klimaschutz als Modernisierungsprojekt für die Wirtschaft zu begreifen, kann jetzt eine wichtige Rolle zur Bewältigung der Folgen der Corona-Krise spielen – und gleichzeitig dazu beitragen, tiefgreifende Auswirkungen der Klimakrise zu vermeiden.“
Er gehörte der Freitagsgesellschaft Helmut Schmidts an.

## Ehrungen
Aufgrund seines Engagements für die Umwelt und Nachhaltigkeit erhielt er verschiedene Auszeichnungen wie 1997 den Deutschen Umweltpreis und 2002 den Sustainability Leadership Award. 1999 verlieh ihm die Universität Hamburg die Ehrensenatorenwürde, wie schon 1988 seinem Vater Werner Otto. 2000 wurde Otto auch Ehrensenator der Ernst-Moritz-Arndt-Universität Greifswald.
2001 wurde er zum Manager des Jahres gekürt und 2005 mit dem Vernon A. Walters-Preis des Vereins Atlantik-Brücke für die Förderung der US-deutschen Beziehungen geehrt. Am 24. Oktober 2006 wurde er auf dem zehnten Deutschen Versandhandelskongress für sein Lebenswerk mit dem International Lifetime Award ausgezeichnet. Damit wurde insbesondere seine langjährige, herausragende unternehmerische Leistung im In- und Ausland sowie die frühe Erkenntnis über die fundamentale Bedeutung des Internets für das Handelsgeschäft gewürdigt.
Am 30. November 2006 erhielt er auf Vorschlag des Bundespräsidenten Horst Köhler das Große Verdienstkreuz mit Stern. Damit wurde seine Bereitschaft geehrt, gesamtgesellschaftliche Verantwortung zu übernehmen, sowie sein persönliches Engagement im ökologischen und sozialen Bereich. 2007 erhielt er den Deutschen Handelspreis in der Kategorie Lifetime Award. Die Theodor-Heuss-Stiftung verlieh ihm 2010 den Theodor-Heuss-Preis für eine in ökonomischer wie ethischer Weise vorbildliche Firmenkultur. 2013 ehrte ihn der WWF mit dem neuentdeckten, im Spessart endemischen, Habichtskraut Pilosella ottonis. Anlässlich seines 75. Geburtstags wurde Otto 2018 vom Hamburger Bürgermeister Peter Tschentscher zu einem Senatsfrühstück geladen und ihm der Ehrentitel Professor verliehen.
Weitere Ehrungen
- 1991: Ökomanager des Jahres 1991[31]
- 1996: Alfred-Toepfer-Medaille
- 1998: Alexander-Rüstow-Plakette der Aktionsgemeinschaft Soziale Marktwirtschaft[32]
- 2000: Preis für Unternehmensethik[33]
- 2001: Aufnahme in die DMA Hall of Fame, New York[34]
- 2004: Preis für Verständigung und Toleranz des Jüdischen Museums Berlin[35]
- 2005: Bayerische Staatsmedaille für Verdienste um Umwelt und Gesundheit
- 2006: Deutscher Gründerpreis, Kategorie Lebenswerk[36]
- 2008: Medaille für Verdienste um das Stiftungswesen[37]
- 2010: UNESCO Children in Need Support Award[38]
- 2011: Walter-Scheel-Preis[39]
- 2011: Heinz Sielmann Ehrenpreis[40]
- 2011: Internationaler TÜV Rheinland Global Compact Award[41]
- 2012: Ehrendoktor der HHL Leipzig Graduate School of Management (Handelshochschule Leipzig)[42]
- 2012: Hall of Fame (Manager Magazin)[43]
- 2013: Ehrenbürger der Hansestadt Hamburg[44]
- 2015: Bayerischer Verdienstorden
- 2016: Ehrenmitglied Patriotische Gesellschaft von 1765[45]
- 2016: Ernennung zum Digitalisierungsmacher von Wirtschaftswoche und Telekom[46]
- 2017: Deutscher CSR-Preis[47]
- 2019: EWS-Award des Vereins Europäischer Wirtschaftssenat[48]
- 2021: Weltwirtschaftlicher Preis des IfW Kiel[49]
- 2023: Hamburger Gründerpreis von Haspa und Hamburger Abendblatt in der Kategorie Lebenswerk[50]
- 2025: Reinhard-Mohn-Preis „Demokratie stärken“ der Bertelsmann Stiftung[51]

## Veröffentlichungen
- Michael Otto (Herausgeber): Das Michael Otto Prinzip. Steidl, Göttingen 2023, ISBN 978-3-96999-239-5.

## Filme
- Typisch! Michael Otto: Ein Leben zwischen Bangladesch und Blankenese. Dokumentarfilm, Deutschland, 2018, 30 Min., Autor: Frank Sieren, Produktion: NDR, Reihe: Typisch!, Erstsendung: 27. September 2018; Mediathek (Memento vom 15. Dezember 2017 im Internet Archive) des NDR.
- Die Ottos. Dokumentarfilm, Deutschland, 2012, 45 Min., Buch und Regie: Dagmar Wittmers, Produktion: NDR, Reihe: Deutsche Dynastien, Erstsendung: 7. Mai 2012; Mediathek (Memento vom 15. Dezember 2017 im Internet Archive) der ARD.
- Amerika war mein Jugendtraum. Dokumentation, Deutschland, 2011, 22:44 Min., Produktion: n-tv, Erstsendung: 21. Juni 2011, Online-Video.
 „Aus dem biederen Katalog von einst machte er die erfolgreichste Versandgruppe der Welt. Michael Otto ist der Aufsichtsratsvorsitzende der OTTO-Group International. Er steuert weltweit 50.000 Mitarbeiter und fährt einen Gesamtumsatz von rund 11,5 Milliarden Euro ein – und das mit einer besonderen Verantwortung für Mitarbeiter und Umwelt.“
- Mit langem Atem. Dokumentation, Deutschland, 45 Min., Regie: Meike Hemschemeier und Thomas Weidenbach, Produktion: WDR, Erstsendung: 23. September 2008[52]
Porträts von den drei Unternehmern Michael Otto, Anita Roddick und Andres Gut, die „die nicht nur Kapitalmärkte und Gewinnkurven im Sinn haben, sondern ebenso den Schutz der Umwelt und das Elend der Armen in der Dritten Welt“.
- Das Hermes-Prinzip – Der Milliardär und seine Götterboten, Dokumentation von Monika Wagener und Ralf Hötte, Deutschland, 45 Min., Produktion: WDR, Erstsendung: 3. August 2011